# Parevander xanthomelas
Parevander xanthomelas es una especie de escarabajo de la familia Cerambycidae. Fue descrito por Félix Édouard Guérin-Méneville en 1844,  y ha sido clasificado en el género Parevander desde la circunscripción de ese género por Per Olof Christopher Aurivillius, en 1912.

## Rango
Su localidad tipo fue descrita como «el interior de México»;  Auguste Sallé y Edward Palmer luego obtuvieron especímenes en Izúcar, Puebla y Monclova, Coahuila, respectivamente.  También se ha observado en el estado de Jalisco tanto en San Buenaventura como en Chamela.  así como en los estados de Chiapas,  Morelos, Guerrero y Oaxaca.  Earle Gorton Linsley informó que la especie era «bastante común en el sur y centro de México».
En Guatemala, fue encontrado en Morazán, El Progreso por George Charles Champion. Su hábitat también incluye Guanacaste, Costa Rica.  Su rango en Honduras incluye el departamento de Francisco Morazán.  En Texas, se ha encontrado en los condados de Hidalgo y Starr en el Valle del Río Grande. George Henry Horn señaló que había especímenes en el Jardín de las Plantas que se recolectaron en el sur de California.

## Relación con plantas

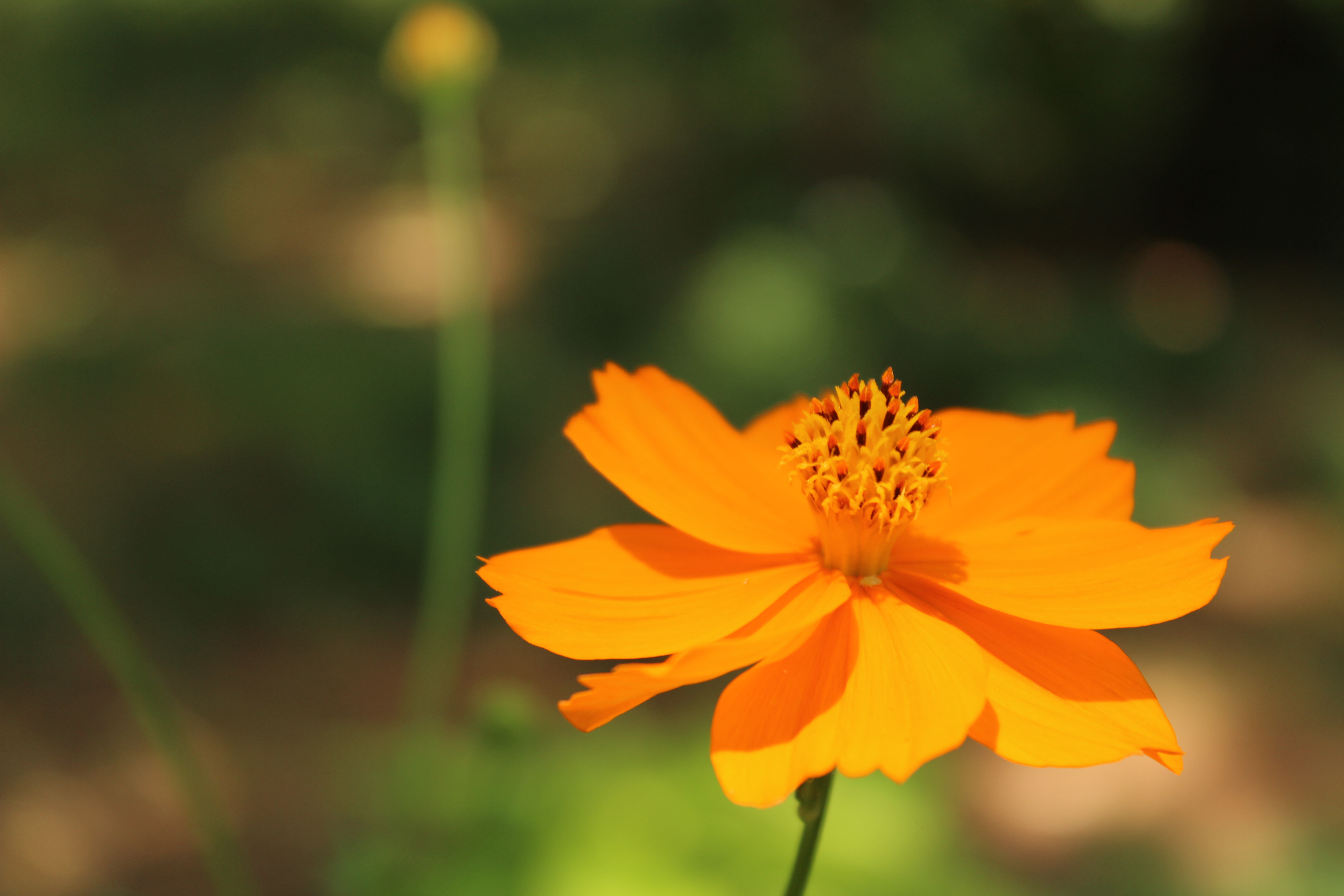
Cosmos sulphureus

Se ha observado en flores de Viguiera stenoloba, Tithonia sp.,  Tithonia rotundifolia, Cosmos sulphureus, Viguiera dentata y Montanoa sp.  Sus larvas comen las raíces de Lantana camara.  En 1902, hubo un intento fallido de usar P. xanthomelas como agente de control biológico para combatir L.camara en Hawái, donde es una especie invasora. No está establecido en Hawái.